# Deák István (labdarúgó)
Deák István, (Árpatarló, 1991. március 23. –) szerb-magyar kettős állampolgárságú labdarúgó, posztját tekintve hátvéd. Jelenleg a Mosonmagyaróvári TE játékosa.

## Pályafutása

### Klubcsapatokban
Deák az FK Vojvodina akadémiájánál nevelkedett, majd 17 éves korában leigazolta őt az FK Veternik csapata. 2010-ben átigazolt az orosz Szpartak-Nalcsik csapatához, ahol többnyire a második csapatnál kapott lehetőséget, mint ahogy a Deportivo de La Coruña csapatánál is, amelynek színeiben 2011 és 2014 között szerepelt, kisebb izraeli (Hapóél Risón Lecijón) és magyar (Siófok) kitérőkkel. A siófoki csapat színeiben 14 élvonalbeli mérkőzésen lépett pályára. 2017-ben a Budapest Honvéd csapata a másodosztályú Mosonmagyaróvári TE-től szerződtette Deákot. Az NB II 2016–2017-es idényében 36 bajnokin négy gólt szerzett.
2019. május 27-én az NB I-ből kieső MTK Budapest szerződtette.

### A válogatottban
Deák 7 mérkőzésen szerepelt a szerb U19-es válogatottban.